# جمهورية لوجون
جمهورية لوجون أو رسميًا دار الكوتي، هي منطقة حكم ذاتي مُعلنة جزئيًا ودولة بدائية معترف بها دوليًا كجزء من جمهورية إفريقيا الوسطى. في 14 ديسمبر 2015، أعلنت الجبهة الشعبية لنهضة أفريقيا الوسطى استقلال جمهورية لوغون بمساعدة جماعات مسلحة أخرى.

## تاريخ
في مارس 2013، أثناء الحرب الأهلية في جمهورية أفريقيا الوسطى، أُطيح بالرئيس فرانسوا بوزيزيه بعد تمرد حركة سيليكا (أغلب أعضائها من المسلمين)، وأسفر ذلك عن أحداث عنيفة قامت بها حركة مضادة وهي ميليشيا أنتي بالاكا (أغلب أعضائها من المسيحيين)، واستقال الرئيس ميشيل جوتوديا أول رئيس مسلم في البلاد،[بحاجة لمصدر] وأرسلت الأمم المتحدة قواتًا إلى جمهورية أفريقيا الوسطى لحماية الاستفتاء على الدستور في 13 ديسمبر 2015 والانتخابات في 27 ديسمبر، رفض نور الدين آدم  أحد زعماء حركة سيليكا إجراء الانتخابات، وصرح أنه يرى أن  المسلمين والمسيحيين لم يعدا يستطيعا العيش معًا في دولة واحدة. وبعد الاستفتاء بيوم أعلن المتحدث باسم نور الدين آدم  الحكم الذاتي لجمهورية لوجون في شمال شرق البلاد.
وعدها غُيّر الاسم إلى «دار الكوتي»، وهو اسم مأخوذ من سلطنة دار الكوتي التاريخية في هذه المنطقة، وعُلق علم الخاص بها في بلدات المنطقة، وفي نهاية الاسبوع نُظمت احتفالات في كاغا باندورو، ونديلي، وبريا وبيراو.العلم مكون من ثلاثة خطوط أفقية باللون الأصفر (يرمز للذهب في الشمال)، والأسود (يرمز للمنطقة التي مازالت خاضعة للحكومة في بانغي) والأخضر (يرمز لخصوبة الأرض). ونجمة سوداء في المنتصف ترمز ل«نضال الشعب».
في 14 ديسمبر 2015 أعلن بامباري عاصمة لها، نددت الحكومة الانتقالية وبعثة الأمم المتحدة، وهددت باستخدام القوة ضد أي محاولة انفصالية. وعارض علي داراسا الانفصال، وحدث قتال بين مجموعته وقوات نور الدين.
بعض المحللين شككوا في جدية خطوة الاستقلال، مثلا اعتبرها لويزا لومبارد أستاذ الأنثروبولوجيا في جامعة ييل، أسلوب من أساليب التفاوض للانتخابات المقبلة أو طريقة لزيادة النفوذ.